# Kutum
Kutum é um dos cinco distritos do estado do Darfur do Norte, no Sudão. Localiza-se a 120km nordeste da capital estadual, El-Fasher. A vila localiza-se num uádi daí ser conhecida igualmente como como Uádi Kutum. Em 2006, a sua população era de 45.000 habitantes, predominantemente das etnias furis, tunjures e bertis. Kutum fica numa das tradicionais rotas de migração norte-sul utilizadas pelos pastores darfurenses.